# Phanaeus daphnis
Phanaeus daphnis är en skalbaggsart som beskrevs av Edgar von Harold 1863. Phanaeus daphnis ingår i släktet Phanaeus och familjen bladhorningar.

## Underarter
Arten delas in i följande underarter:
- P. d. coeruleus
- P. d. herbeus